# Fustiñana
Fustiñana – gmina w Hiszpanii, w Nawarze, o powierzchni 66,91 km². W 2011 roku gmina liczyła 2578 mieszkańców.